# Choi Eun-sook
Choi  Eun-Sook (født 28. februar 1986) er en sydkoreansk fægter.  Hun repræsenterede Sydkorea under Sommer-OL 2012 i London, hvor hun vandt sølv i kvindernes holdturnering i kårde.